# 士別站
士別站（日语：／ Shibetsu eki */?）是屬於北海道旅客鐵道宗谷本線之車站，位於北海道士別市西3條8丁目。車站編碼為W42。電報略號為シヘ。包含特急列車「宗谷」在內的所有列車都會停靠。
車站名稱來自阿伊努語的「si-pet/」，有大河川的意思。因為這裡是兩條河川（士別川、劍淵川）匯合至天鹽川的地方。

## 車站構造
- 為典型的國鐵車站，由側式月台（1面1線）及島式月台（1面2線）構成，共2面3線。
- 社員配置站及設有綠窗口，營業時間為06:00～16:50，午休時間為13:35～14:20。

## 歷史
- 1900年（明治33年）8月5日 - 以北海道官設鐵道（日语：北海道官設鉄道）的一般車站啟用。並設置士別車廠。
- 1903年（明治36年）9月30日 - 廢除士別車廠。
- 1905年（明治38年）4月1日：由國有鐵道接管。
- 1920年（大正9年）6月1日 - 士別軌道（日语：士別軌道）（士別～上士別）開始行駛。
- 1925年（大正14年）6月6日 - 士別軌道（士別～奧士別）全線通行。
- 1928年（昭和3年）9月 - 士別軌道動力化。
- 1935年（昭和10年）8月10日 - 車站大樓改建。
- 1936年（昭和11年）10月21日 - 明治製糖（現時的日本甜菜製糖（日语：日本甜菜製糖）士別工廠開始運作。並舖設專用線（3.1公里）。
- 1938年（昭和13年） - 士別儲木場完工。
- 1941年（昭和16年）9月26日 - 士別儲木場的專用線（1.5公里）開始使用。
- 1944年（昭和19年）6月 - 淺野水泥的士別工廠完工，並舖設專用線。
- 1947年（昭和22年） - 日本水泥（前淺野水泥）的士別工廠停止營運。
- 1959年（昭和34年）10月1日 - 士別軌道停止運作。
- 1965年（昭和40年）10月 - 士別儲木場的專用線停止運作。
- 1966年（昭和41年）
  - 不詳 - 舖設卸煤場專用線（約300米）。
  - 8月30日 - 車站大樓改建，結構採用鋼筋混凝土。
- 1985年（昭和60年）3月14日 - 廢止貨物裝卸。
- 1986年（昭和61年）11月1日 - 取消行李處理。
- 1987年（昭和62年）4月1日 - 正式民營化並進行分割，車站劃歸由JR北海道繼承。
- 2002年（平成14年）3月 - KIOSK停業。

## 車站周邊
- 國道40號、國道239號（日语：国道239号）
- 士別市役所
- 士別警署（日语：士別警察署）
- 士別郵局（日语：士別郵便局）
- 北星信用金庫（日语：北星信用金庫）士別中央營業部
- 北洋銀行士別分店
- 北海道銀行士別分店
- 北響農業協同組合（JA北響）本所
- 士別軌道（日语：士別軌道）總部
- 士別市立醫院
- 士別市綜合體育館
- 士別綿陽市區牧場
- 北海道士別高等學校（日语：北海道士別高等学校）
- 北海道士別東高等學校（日语：北海道士別東高等学校）
- 北海道士別商業高等學校（日语：北海道士別商業高等学校）
- 西條（日语：西條）百貨公司士別店
- 士別水郷公園
- 大發工業株式會社北海道測試課程
- 豐田汽車公司北海道測試課程
- 士別軌道（日语：士別軌道）、道北巴士（日语：道北バス）「士別車站前」車站

## 相鄰車站
北海道旅客鐵道（JR北海道）
■宗谷本線
- 特急「宗谷」・「佐呂別」

和寒（W38）－士別（W42）－名寄（W48）
快速「名寄」・普通
劍淵（W40）－士別（W42）－（快速名寄4号停靠多寄站（W44））－（只有普通列车停靠瑞穂（W45））－風連（W46）

## 外部連結
- （日語）JR北海道 – 士別站 （页面存档备份，存于）
- （日語）全驛參觀之旅 （页面存档备份，存于）